# Mormia reptens
Mormia reptens és una espècie d'insecte dípter pertanyent a la família dels psicòdids.

## Descripció
- Mascle: cos de color marró; ulls contigus; front amb àrees piloses; antenes amb l'escap una mica més llarg que el pedicel; tòrax sense patagi; ales esveltes, d'1,40 de llargària, 0,42 d'amplada i amb la vena R5 acabant en un àpex agut; edeagus tubular.
- Femella: similar al mascle, però amb l'àpex de la placa subgenital en forma de "V"; antenes de 0,67 mm de longitud i ales d'1,37-1,40 mm de llargada i 0,40 d'amplada.
- És similar a Mormia maai, però se'n diferencia pels trets genitals.[3]

## Distribució geogràfica
Es troba a Àsia: Mindanao (les illes Filipines).